# إيمرسون (لاعب كرة قدم مواليد 1976)
إيمرسون فيريرا دا روسا (بالبرتغالية: Emerson Ferreira da Rosa‏)، من مواليد 4 ابريل 1976 في بيلوتاس في البرازيل، لاعب كرة قدم برازيلي سابق.
بدأ مسيرته الكروية مع نادي غريميو في عام 1993، ولعب معهم حتى عام 1997، وشارك معهم في 115 مباراة وسجل 15 هدف، وفي عام 1997 انتقل إلى نادي باير ليفركوزن الألماني، ولعب معهم حتى عام 2000، وشارك معهم في 82 مباراة وسجل 11 هدف، وفي عام 2000 انتقل إلى نادي روما الإيطالي، ولعب معهم حتى عام 2004، وشارك معهم في 105 مباريات وسجل 13 هدف، وفي عام 2004 انتقل إلى نادي يوفنتوس الإيطالي، ولعب معهم حتى عام 2006، وشارك معهم في 67 مباراة وسجل 4 أهداف، وفي موسم 2006/2007 انتقل إلى نادي ريال مدريد الإسباني، ولعب معهم 28 مباراة وسجل هدف واحد، وفي عام 2007 لعب لفريق إيه سي ميلان الإيطالي إلى غاية عام 2009، ثم انتقل إلى سانتوس وفي 2015 وقع عقدا مع نادي ميامي الأمريكي.
و قد بدأ باللعب مع منتخب البرازيل لكرة القدم في عام 1997، ولعب معهم حتى عام 2006، وشارك معهم في 73 مباراة وسجل 6 أهداف.

## مسيرته الكروية
لعب إيمرسون خلال مسيرته الاحترافية مع 7 أندية في سبعة عشر موسمًا وسجل خلالها 39 هدفًا ضمن 385 مباراة. حيث فاز في موسمين بالكأس وفي ثلاثة مواسم بالدوري.
خاض إيمرسون مسيرته مع نادي غريميو بورتو أليغرينزي في موسم 1994 ليلعب معه أربعة مواسم، مشاركًا في 70 مباراة سجل خلالها 10 أهداف. ثم انتقل إلى نادي باير 04 ليفركوزن في موسم 1997–98 واستمر معه طيلة ثلاثة مواسم، حيث شارك في 82 مباراة سجل خلالها 11 هدفًا. لينتقل بعدها إلى نادي روما في موسم 2000–01 ليلعب معه أربعة مواسم، مشاركًا في 105 مباراة سجل خلالها 13 هدفًا. ثم انتقل إلى نادي يوفنتوس في موسم 2004–05 ولمدة موسمين، مشاركًا في 67 مباراة سجل خلالها 4 أهداف. هذا وانتقل لاحقًا إلى نادي ريال مدريد في موسم 2006–07 لمدة موسم واحد، مشاركًا في 28 مباراة سجل خلالها هدفًا واحدًا. ثم انتقل بعدها إلى نادي إيه سي ميلان في موسم 2007–08 ولمدة موسمين، مشاركًا في 27 مباراة ولم يسجل أي هدف. ليعود وينتقل من جديد، لكن هذه المرة إلى نادي سانتوس ما بين عامي 2009 و2010 لمدة موسم واحد، مشاركًا في 6 مباريات ولم يسجل أي هدف أيضًا.

## روابط خارجية
- إيمرسون على موقع الاتحاد الدولي (مؤرشف)  (الإنجليزية)
- إيمرسون على موقع الاتحاد الأوربي (الإنجليزية)
- إيمرسون على موقع قاعدة بيانات كرة القدم.إي يو (الإنجليزية)
- إيمرسون على موقع بيانات كرة القدم. دي إي (الألمانية)
- إيمرسون على موقع ناشيونال فوتبول تيمز (الإنجليزية)
- إيمرسون على موقع Soccerway.com (الإنجليزية)
- إيمرسون على موقع عالم كرة القدم.نت (الإنجليزية)
- إيمرسون على موقع كووورة